# Pêcher
Pour l’article ayant un titre homophone, voir Péché.
Prunus persica
Espèce

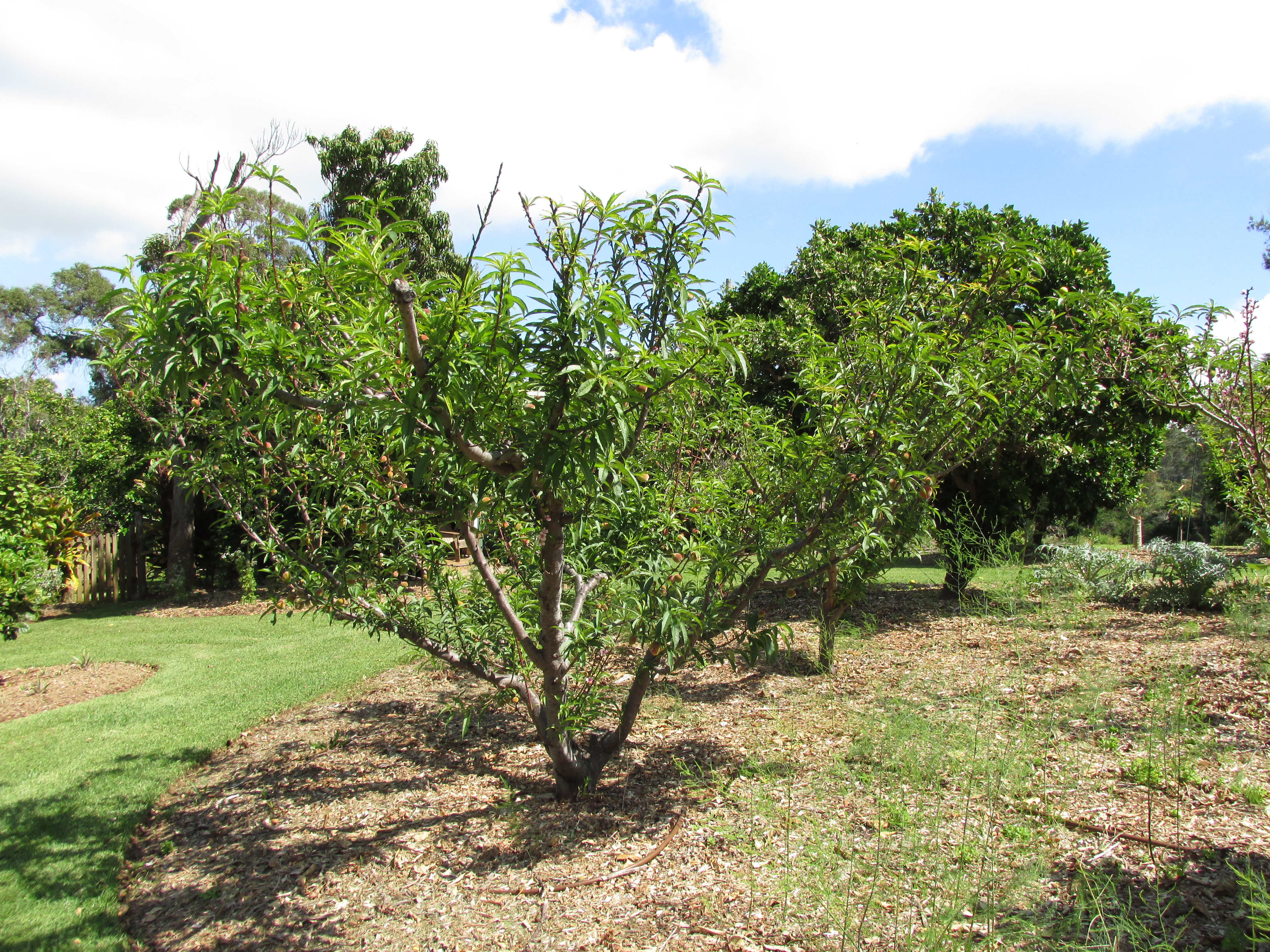
Pêcher Flordaprince en fruits à Maui, Hawaï.

Le Pêcher (Prunus persica (L.) Batsch), ou Pêcher commun, est une espèce de plantes à fleurs de la famille des Rosacées. C'est un arbre fruitier cultivé pour son fruit comestible : la pêche.

## Histoire

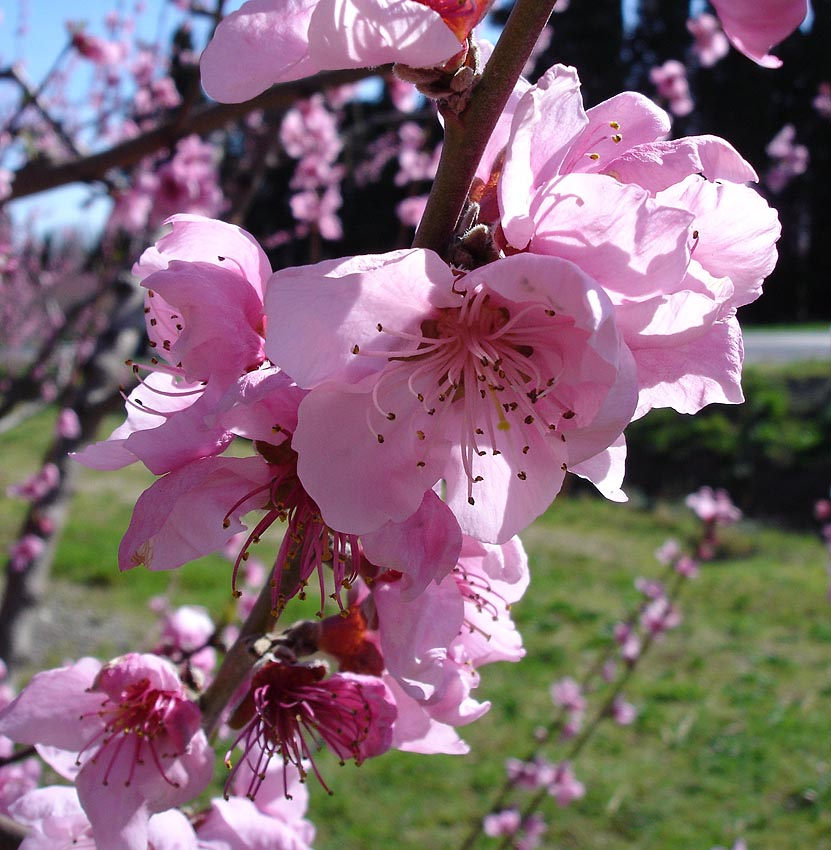
Fleurs de Pêcher.

En France, des noyaux de pêches ont été retrouvés parmi les vestiges archéologiques de l'époque gallo-romaine à Saintes (visibles au Musée archéologique).
Le Pêcher est cultivé depuis le Moyen Âge. L'apparition de l'espalier au XVIIe siècle a contribué à l'extension de sa culture. À Montreuil, dans les Murs à Pêches, des arboriculteurs talentueux, bénéficiant de la proximité de la cours de Vincennes, développent des variétés emblématiques : « Téton de Vénus », « Grosse Mignonne ». Louis XIV, grand amateur de pêches, a demandé à son jardinier Jean-Baptiste de la Quintinie de développer ces variétés à Versailles, dans le Jardin fruitier du Roi Soleil.
Le Pêcher est un petit arbre cultivé depuis l'Antiquité dans le Bassin méditerranéen. En se fondant sur la littérature classique, Hedrick (1919) avait conclu que le pêcher était arrivé en Grèce au IVe siècle avant notre ère, en provenance de Perse.
Toutefois, une découverte récente de restes de pêche datant du VIIe siècle avant notre ère, dans l'île de Samos, indique que le pêcher pourrait être arrivé plusieurs siècles plus tôt.
Les Romains ne l'ont pas cultivé avant le Ier siècle avant notre ère. À l'époque de Pline l'Ancien, les Romains cultivaient cinq variétés de Pêchers communs qu'ils dénommaient Malum persicum « pomme de Perse ». Le latin persicum a donné l'italien pesca, le français pêche et l'anglais peach. L'origine supposée persane explique aussi le nom spécifique donné par Linné, Prunus persica, « prunus de Perse ». Mais en fait, le Pêcher est arrivé en Perse par la Route de la soie en provenance de Chine.
Plusieurs noyaux de pêches retrouvés sur des sites archéologiques attestent de la consommation de pêches depuis le Néolithique. Sur les fouilles de Hemudu au Zhejiang des noyaux de pêches sauvages datant de 6000-7000 avant notre ère, ont été retrouvés et un site datant de la dynastie Shang (-1570, -1045) dans le Hebei a révélé deux noyaux de pêches semblables à ceux des pêches cultivées. Beaucoup d'autres noyaux ont été découverts dans les régions du sud de la Chine (Sichuan, Guizhou) dans la période pré-Qin (avant -221).
En ce qui concerne les écrits, il faut attendre le premier texte littéraire, le Classique des vers (shijing 詩經 ou livre des odes), composé entre le VIIIe et le IIIe siècle avant notre ère, pour trouver les premières mentions du Pêcher (tao 桃).
Par contre, aucun caractère connu n'a été identifié pour désigner le Pêcher dans les premières inscriptions oraculaires sur os  (jiaguwen 甲骨文), ni aucun caractère sur bronze (jinwen 金文编). Le graphème le plus ancien est en style sigillaire (zhuanwen 篆文), employé sous la dynastie des Qin (-221, -206).
À la suite de missions de terrain de l'Académie des Sciences chinoise dans les années 1973-1976, il semblerait que le Tibet et le Gansu où les Pêchers Prunus mira et P. kansuensis Rehd. sont indigènes, doivent être considérés comme un des centres d'origine des Pêchers.

## Répartition
Bien qu'originaire de Chine, le Pêcher commun n'existe plus véritablement à l'état sauvage.
Le Pêcher est cultivé pour ses fruits ou pour l'ornement dans les régions tempérées ou subtropicales du globe.
En Chine, on trouve des pieds échappés des cultures au moins au Gansu, Hebei et Shanxi.

## Description

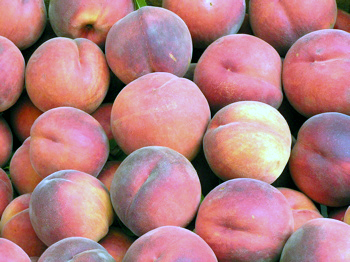
Pêches du Pêcher commun.

Le Pêcher est un arbre fruitier à écorce lisse, haut de 2 à 7 mètres, à port étalé et à croissance rapide.
Ses feuilles caduques acuminées sont vert franc et dégagent une légère odeur d'amande. Elles sont longues de 8 à 15 centimètres sur 2 ou 3 centimètres de large avec un court pétiole pourvu de part et d'autre de deux ou trois nectaires à la base du limbe.
Ses fleurs roses apparaissent avant les feuilles à la fin de l'hiver ou début du printemps, voire en été pour les variétés plus tardives (pêche de Nancy). Elles sont hermaphrodites, à cinq pétales, vingt à vingt-cinq étamines et un style. Le Pêcher est une espèce à autogamie préférentielle, avec 5 % de fécondations allogames observées en conditions naturelles. Les autofécondations se réalisent facilement.
Le fruit, nommé « pêche », principalement consommé frais, est une drupe généralement sphérique.

## Classification des Pêchers par les caractères de leurs fruits

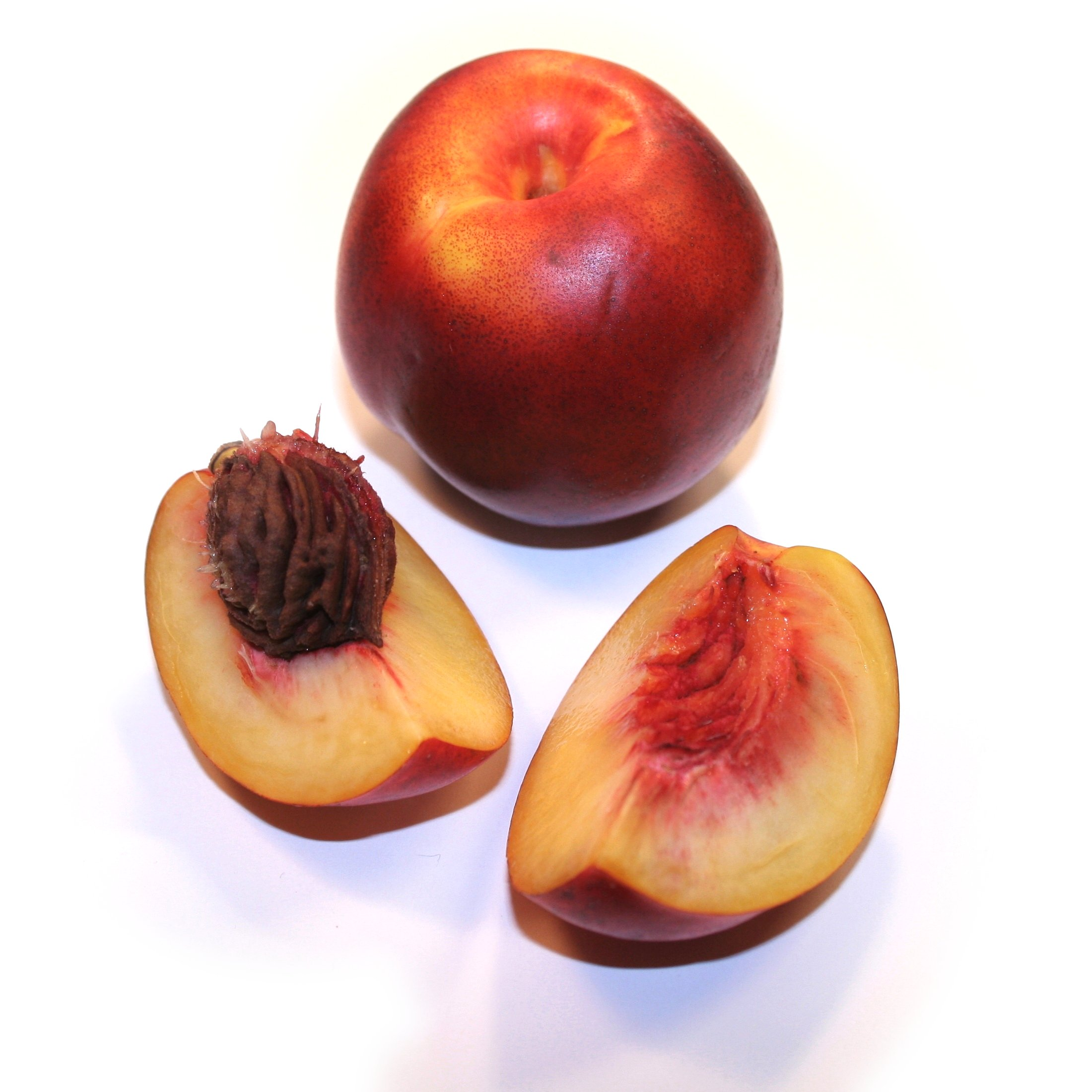
Nectarine.

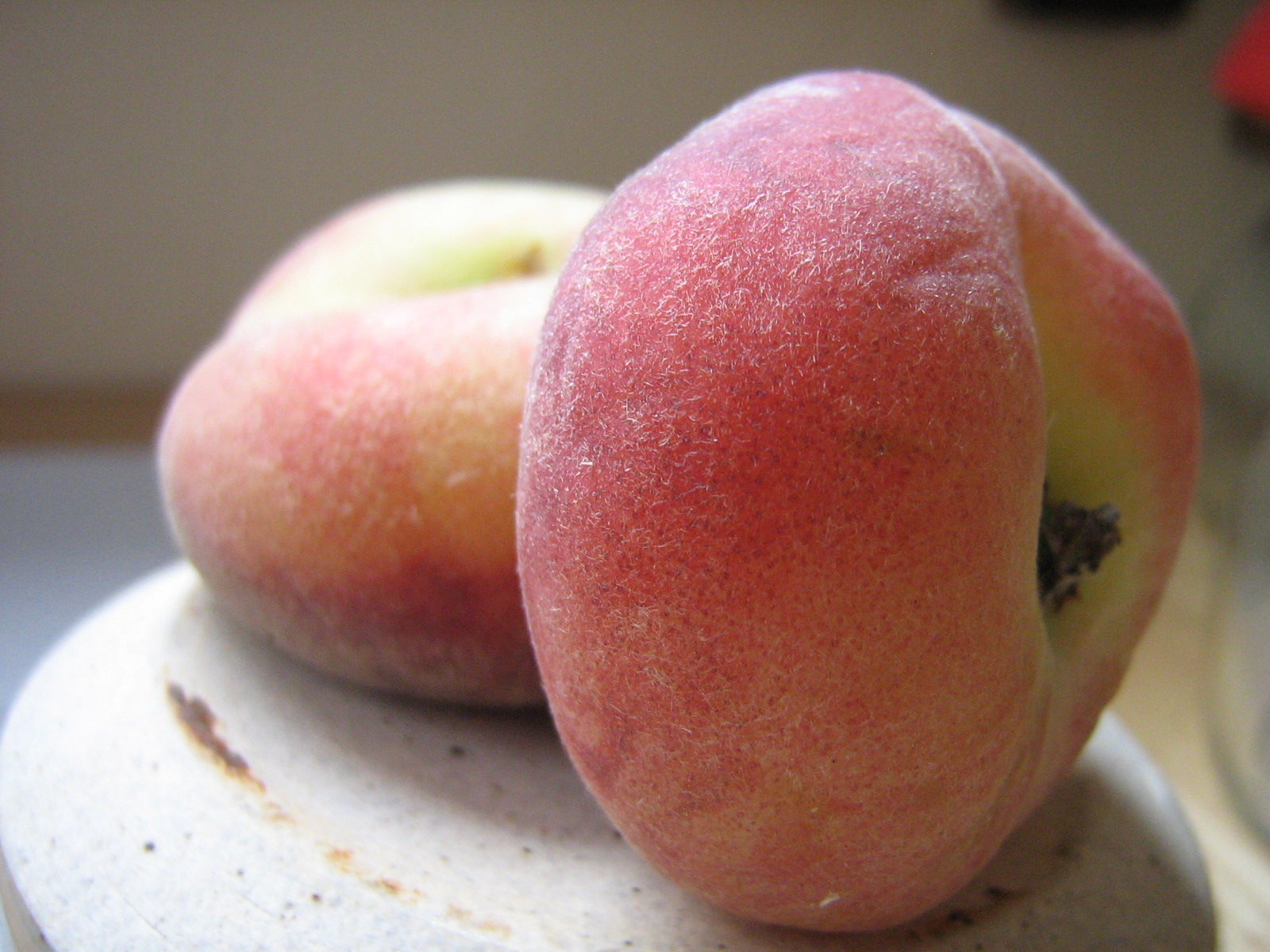
Pan Tao, la pêche plate chinoise.

On connaît des centaines de variétés de Pêchers. On peut les classer en quatre groupes principaux, en se fondant sur deux caractères du fruit : peau veloutée ou lisse, noyau adhérent à la chair ou se détachant librement.
Il existe aussi des Pêchers à fruits aplatis.
Dans chaque groupe, il existe des fruits à chair blanche, à chair jaune ou sanguine.

### Fruit à peau duveteuse
Les fruits de Prunus persica var. persica (L.) Batsch donnent des pêches à peau duveteuse.
- noyau libre : pêche proprement dite ;
- noyau adhérent : pavie, pêcher de Pavie, de Pavie, commune du Gers[11].

### Fruit à peau lisse
Les fruits de Prunus persica var. nucipersica (Suckow) C. Schneider présentent une peau lisse.
- noyau libre : nectarine, nectarinier ;
- noyau adhérent : brugnon, brugnonier.

### Pêche plate
La variété de Pêche plate, Prunus persica (L.) Batsch forma compressa (Loudon) Rehder, a été sélectionnée en Chine. On l'appelle « pêche plate de Chine », « pantao » ou « peento » d'après son nom chinois pántáo 蟠桃[réf. nécessaire], ou biǎntáo 扁桃.
Son nom est associé aux pêchers légendaires, cultivés par la Reine-Mère de l'Occident, Xiwangmu. Comme la consommation de leurs fruits octroyait l'immortalité, on dénommait aussi ces pêches xiānguǒ  仙果 « fruit des Immortels », ou shòutáo 寿桃 « pêche d'immortalité ».
La Pêche plate est appelée Paraguayo en espagnol, et Saturn peach ou doughnut peach en anglais, en raison de sa ressemblance avec un beignet.
La Pêche plate est une mutation de la pêche (P. persica Batsch.) qui s'est produite en Chine il y a environ 2000 ans. Le Pêcher à pêches plates a tendance à fleurir plus tôt que les autres variétés de pêchers. Il produit des fleurs voyantes avec un pistil plus court que les étamines. Le fruit est doux (de 9,01 à 10,69 % de sucres solubles) et peu acide (moins de 0,4 %). Les pêches peuvent être à peau duveteuse ou à peau lisse, à chair blanche ou jaune, à noyau adhérent ou non.
Il existe plusieurs variétés en général peu productives sauf Fenghuapantao et Sahuahongpantao ayant de bonnes capacités productives.

## Culture
Principaux pays producteurs en 2018
| 1                | Chine      | 15.195.291 |
| 2                | Italie     | 1.090.678  |
| 3                | Grèce      | 968.720    |
| 4                | Espagne    | 903.809    |
| 5                | Turquie    | 789.457    |
| 6                | États-Unis | 700.350    |
| 7                | Iran       | 645.499    |
| 8                | Chili      | 319.047    |
| 9                | Inde       | 278.417    |
| 10               | Égypte     | 246.742    |
| Source : FAOSTAT |            |            |

Le pêcher a une tendance non apicale, c’est-à-dire que lors d'une taille, il repart plutôt de la base au détriment de la cime. Il est difficile de les cultiver en pot à moins de les remettre en pleine terre régulièrement pour leur redonner de la vigueur. La taille d'hiver et l’éclaircissage permettent de réduire l'alternance chez les cultivars sensibles.
Le Pêcher est cultivé soit en plein-vent, notamment dans les pays d'Europe, soit en espalier. La récolte manuelle des pêches a lieu en été ; les fruits, fragiles, sont rapidement placés en chambre froide.
La multiplication se fait par semis ou par multiplication végétative. On peut utiliser comme porte-greffe, selon le type de sol :
- un pêcher franc ('Chanturgue', 'GF 305') ;
- un prunier 'Ferdor' ;
- un hybride Pêcher × Amandier 'GF 677'.

Certaines variétés telles que la « pêche de vigne » ou la « reine des vergers » se multiplient fidèlement par semis. Le pêcher fructifie généralement vers l'âge de 7 ans et peut produire des fruits pendant 15 à 20 ans.
Le pêcher est une espèce à autogamie préférentielle. En France, la culture est concentrée dans les régions méridionales.
La variété des pêchers est très grande. On distingue :
- les variétés adaptées au climat tempéré, à long repos hivernal ;
- les variétés adaptées au climat subtropical, à faible repos hivernal.

## Phytosanitaire
La connaissance des stades phénologiques permet de mieux raisonner la surveillance et la lutte phytosanitaires.

### Maladies
Le Pêcher est souvent sensible à la cloque du pêcher qu'on peut traiter à la bouillie nantaise ou à la bouillie bordelaise. Il existe toutefois des variétés plus ou moins tolérantes ou résistantes à la cloque : Alberge, Amsden, Angevine de Marmande, Avalon Pride, Belle de Montélimar, Belle des Croix Rouges, Belle Impératrice, Benoni, Chapuis, Charles Roux, Entre de Chanas, Felligni, Fertile de Septembre, Gaillard, Gold Mine, Incomparable Guilloux, Madame Girerd, Madame Guilloux, Pêches Sanguines, Pêche de Nelly, Pitaval, Précoce de Hale, Reine des Vergers, Rouge Julien, Roussane de Rodez, Surpasse Amsden, Tournier, Velvet. Certaines pépinières sont spécialisées dans leur production.
Il est également sensible à l'oïdium. Le pêcher peut être contaminé par le virus sharka (plum pox virus, PPV), incurable à ce jour.

### Ravageurs
Le Pêcher est attaqué par différentes espèces d'insectes : la Tordeuse orientale du pêcher (Cydia molesta), ainsi que différentes espèces de pucerons : le Puceron vert du pêcher (Myzus persicae), le Puceron cigarier du pêcher (Myzus varians), le Puceron brun du prunier  (Brachycaudus prunicola), le Puceron farineux du prunier (Hyalopterus pruni) et le Puceron noir du pêcher  (Brachycaudus persicae).
Le Péritèle gris (Peritelus sphaeroides) de famille des Curculionidae, et la Phyllobie oblongue (Phyllobius oblongus), de la même famille, attaquent les feuilles. Enfin, la Petite mineuse du pêcher (Anarsia lineatella) attaque les jeunes pousses et les fruits. Le Thrips du pêcher (Thrips meridionalis) attaque les fleurs.
Il peut également être attaqué par le Capnode du pêcher (Capnodis tenebrionis) qui cause des dégâts chez les agriculteurs, principalement dans le bassin méditerranéen, et notamment en France et au Maroc. Les adultes attaquent les feuilles et l'écorce des jeunes rameaux, et les larves attaquent les racines des arbres.

## Synonymes
- Amygdalus persica L ;
- Persica platycarpa Decne (Prunus persica forma compressa) ;
- Persica vulgaris Mill (Prunus persica var. persica).

## Le Pêcher dans la tradition culturelle d'Asie Orientale

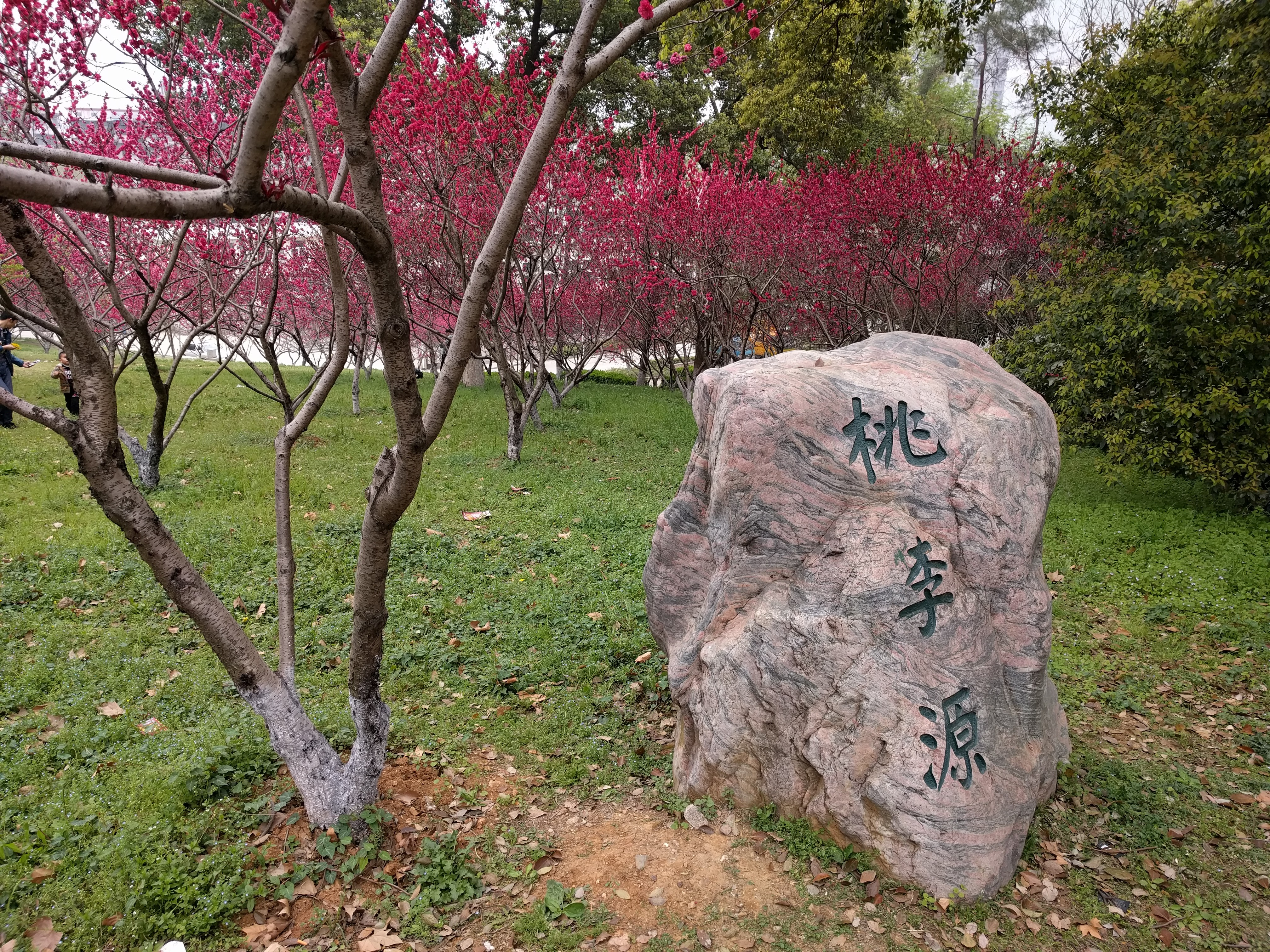
Prunus persica Atropurpurea, photographié à l'Université normale de Chine centrale à Wuhan.

Dans le monde chinois, il n'existe guère de fruit qui possède une aussi forte charge symbolique que la pêche.

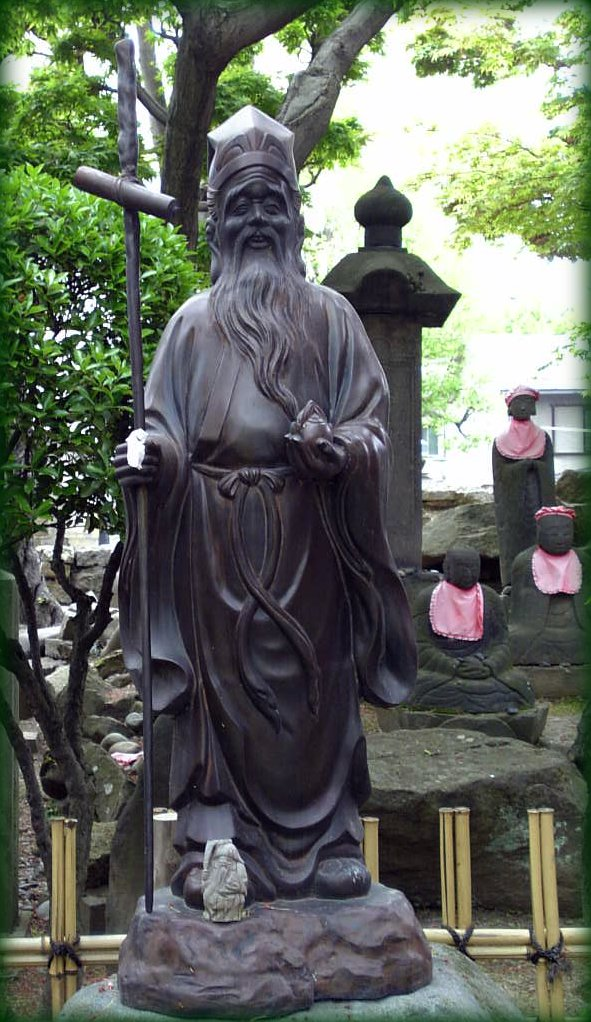
Le dieu de la Longévité tenant une pêche d'immortalité.

- Dans la tradition taoïste, la pêche est un symbole d'immortalité. Suivant une ancienne légende, la Reine Mère de l'Ouest (Xiwangmu) avait dans son verger des pêchers qui fleurissaient tous les 3000 ans et qui produisaient des pêches pouvant conférer l'immortalité à ceux qui les consommaient. L'attestation la plus ancienne de ce récit[18] se trouve dans le Bowu zhi 博物志, de Zhang Hua 张华 (232-300), un poète du IIIe siècle.

Mais c'est surtout grâce au célèbre roman fantastique du XVIe siècle, Le Voyage en Occident, Xiyouji, que cette légende est devenue très populaire dans toute l'Asie Orientale. Les aventures du Singe, Sun Wukong, ont connu de multiples adaptations au théâtre, à l'Opéra de Pékin et dans les feuilletons télévisés, le cinéma, la bande dessinée et les mangas. Les épisodes les plus célèbres sont ceux où il vole les pêches d'immortalité et où il s'invite sous une fausse identité à un grand banquet que la Reine Mère d'Occident avait organisé pour faire déguster les pêches plates (pán táo 蟠桃) aux Immortels.
Le dieu de la Longévité (Shòushen 寿神, ou Lao Shouxing 老寿星) est représenté sous les traits d'un vieillard chauve tenant une pêche dans sa main gauche.
- Traditionnellement, le bois de pêcher était doué du pouvoir extraordinaire de repousser les démons.

Une très ancienne coutume populaire, remontant à l'époque des Zhou (1046-256 av. J.-C.), voulait que pour la Fête du Printemps, on suspende de chaque côte de la porte d'entrée, deux planchettes en bois de pêcher (taofu 桃符) sur lesquelles étaient calligraphiées le nom des divinités protectrices des portes, Shentu et Yulei, (神荼, 郁垒). Les amulettes en bois de pêcher  avaient le pouvoir de chasser les mauvais esprits (bìxié 辟邪). Plus tard, sous la  dynastie Song (960-1279), on remplaça les planchettes par deux bandes de papier rouge calligraphiées avec des sentences parallèles (对联 duìlián,ou chunlian 春联) propitiatoires.

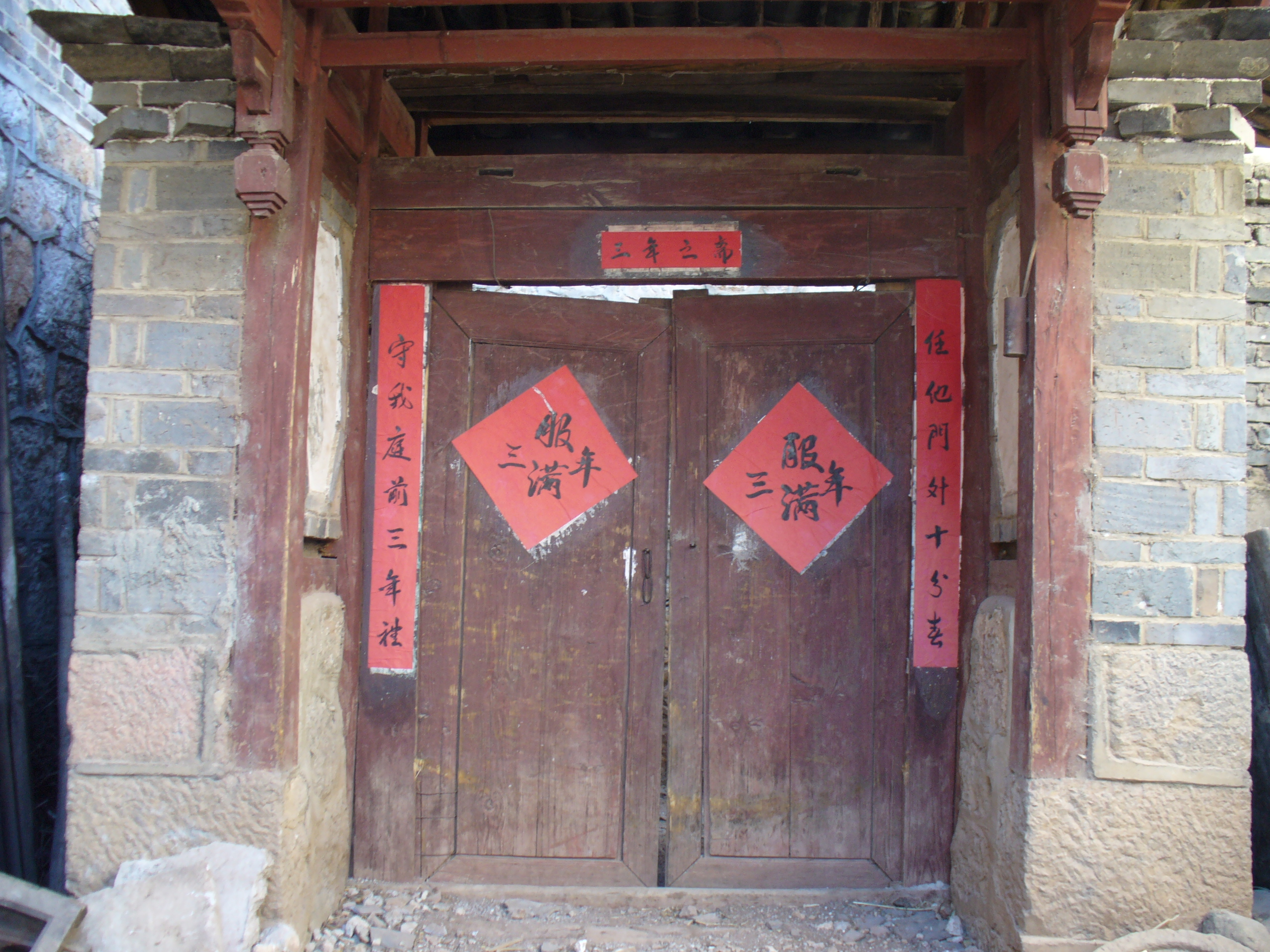
Les sentences parallèles (duilian) sur papier.

Les sceaux dont se servent les prêtres taoïstes pour imprimer leurs talismans-amulettes étaient d'habitude faits en bois de pêcher. Ils utilisaient aussi des épées en bois de pêcher pour chasser les démons. Pour se prémunir des malversations d'un mauvais génie, très souvent on fabriquait des flèches en bois de pêcher, qu'un archer lançait dans toutes les directions, ou qui étaient seulement suspendues au berceau de l'enfant (Doré, 1912).
Il était de coutume, pour la Fête du Printemps (Chūnjié 春节, en Chine, Fête du Têt, au Viêt Nam) de décorer la maison avec une branche de pêcher, pour chasser les démons.
Ces croyances qui ont survécu jusqu'à l'époque moderne remontent à l'Antiquité, puisqu'on en trouve des traces dans de nombreux ouvrages classiques comme le  Classique des rites(禮記 - Liji), dans Zhuāngzǐ 庄子 (-369,-286), dans la littérature post-Han bien sûr mais aussi dans la grande pharmacopée du XVIe siècle, Bencao gangmu (本草綱目).
- Dans la culture chinoise, les fleurs de pêcher sont associées à l'amour. En Chine du Nord, les pêchers fleurissent en février, à l'époque du Nouvel An chinois et à l'époque favorite des mariages. Pour la Fête du Printemps, on dispose des fleurs de pêcher pour porter chance en amour. La fleur de pêcher est comparée au joli teint des jeunes filles et symbolise la mariée.